# Terenci Miñana i Andrés
Terenci Miñana i Andrés, el Xiquet de Simat (Simat de Valldigna, 1884-1954) fue un pelotari valenciano muy famoso en las primeras dos décadas del siglo XX.
Fue discípulo del Nel de Murla, quien lo descubrió en el año 1902, durante una partida de fiestas, y lo ahijó después, cuando el Xiquet de Simat se presentó en el Trinquete de Pelayo de Valencia. Juntos, el Nel de escalater y el Xiquet de mitger, formaron una pareja dominadora tanto en el trinquet como en la calle, ya que jugaban en cualquier modalidad de la pelota valenciana. Pero fueron ellos dos los que iniciaron un nuevo camino con la invención de la Escala i corda.
Se retiró en 1918, en plena forma. Volvió pocos años después, pero debiendo jugar como punter o como feridor. En 1928, se hizo cargo del Trinquete de Pelayo.

## Vida privada
A finales de 1926 y 1927, Terenci Miñana se vio involucrado en un asunto de tráfico de cocaína y fue relacionado con Leopoldo Risueño, amo del juego en Valencia.
Al acabar la Guerra Civil, Terenci Miñana pagó los gastos de construcción de un panteón en memoria de un amigo represaliado por los Comités per a la defensa de la República.